# شهرستان مارشال (داکوتای جنوبی)
شهرستان مارشال، داکوتای جنوبی (به انگلیسی: Marshall County, South Dakota) یک سکونتگاه مسکونی در ایالات متحده آمریکا است که در داکوتای جنوبی واقع شده‌است.

## خصوصیات
شهرستان مارشال ۲٬۲۹۴ کیلومترمربع مساحت دارد.